# توريس (كومونا)
توريس (لهجة Torge إيطاليا: Torge) هي كومونا (بلدية) في مقاطعة فروزينوني في منطقة لاتسيو الإيطالية، وتقع على بعد حوالي 80 كيلومتر (50 ميل) جنوب شرق روما وحوالي 4 كيلومتر (2.5 ميل) شرق فروزينوني.
تقع توريس على حدود البلديات التالية: ارنارا وبوفيل ارنيكا وفروزينوني و ريبي و فيرولي.

## تاريخ
تأسست في العصور الوسطى، خضعت المدينة لسلطة البابوية. في عام 1870م، تم ضمها إلى المملكة وفي عام 1927م وأصبحت جزءًا من مقاطعة فروزينوني.